# Linn Müller
Linn Müller (* Dezember 1999 in Essen) ist eine deutsche Schauspielerin.
Sie besuchte das Werdener Gymnasium. In ihrer Jugend war sie als Logo-Moderatorin tätig. Seit 2009 hat sie kleinere Nebenrollen in deutschen Fernsehproduktionen übernommen.

## Filmographie (Auswahl)
- 2009: Kommissar Stolberg
- 2010: Galileos Monde
- 2011: Nina sieht es …!!!
- 2011: Jürgen Dose – Trittschall im Kriechkeller
- 2011: Les Ilunes de Galileu
- 2011/2012: Ladykracher
- 2012: Sicher ist nichts
- 2014: Kalt Küssen
- 2013–2016: Herzensbrecher – Vater von vier Söhnen
- 2017: SOKO Wismar
- 2018–2019: SOKO Köln
- 2019: Zwischen uns die Mauer